# Борисов, Михаил Дмитриевич
Михаи́л Дми́триевич Бори́сов (4 октября 1900 года, с. Голубовка, ныне Бузулукский район, Оренбургская область — 29 мая 1987 года, Харьков) — советский военный деятель, генерал-майор (3 мая 1942 года).

## Начальная биография
Родился в семье служащего.
После окончания в 1910 году трёхклассного приходского училища поступил в реальное училище, которое окончил в 1915 году.

## Военная служба

### Первая мировая и гражданская войны
В апреле 1917 года был призван в ряды Русской императорской армии и направлен рядовым в 3-ю запасную артиллерийскую бригаду, дислоцированную в Самаре, а в августе — юнкером в Саратовскую школу прапорщиков, однако в сентябре того же года был демобилизован.
В декабре 1918 года призван в ряды РККА, после чего красноармейцем и адъютантом тяжёлого артиллерийского дивизиона принимал участие в боевых действиях на Восточном фронте.
В июне 1921 года направлен на Туркестанский фронт, где служил на должностях для поручений при коменданте Самарканда, начальника учётно-административного отделения штаба обороны Самарканда, начальника учётно-организационного отделения штаба Бухарской группы войск, помощника начальника оперативного отдела штаба, для поручений при начальнике штаба 13-го стрелкового корпуса.

### Межвоенное время
В ноябре 1924 года направлен на учёбу на кавалерийское отделение Киевской объединённой военной школы, после окончания которого с августа 1926 года служил на должностях командира эскадрона и помощника начальника штаба Узбекского кавалерийского полка (Среднеазиатский военный округ), в составе которого в 1927 году принимал участие в боевых действиях против басмаческих банд под командованием Джунаид-хана. В мае 1928 года был назначен на должность командира эскадрона Туркменского кавалерийского полка. В 1930 году, находясь на должности командира отдельного отряда, участвовал в боевых действиях против басмаческих отрядов на территории Керкинского района.
С января 1931 года служил на должностях помощника начальника штаба и начальника штаба отдельного Казахского кавалерийского полка, а в октябре 1936 года — был назначен на должность командира 48-го кавалерийского полка.
Находясь на должности начальника штаба конной группы, с 1937 года Борисов принимал участие в боевых действиях в ходе Гражданской войны в Испании. За выполнение специальных заданий в феврале 1938 года был награждён орденом Красной Звезды.
После возвращения с сентября 1938 года служил начальником 1-й части штаба и исполняющим должность начальника штаба 19-й горнокавалерийской дивизии (по др. данным — стрелковой дивизии), а в 1939 году был направлен на учёбу в Военную академию имени М. В. Фрунзе. Член ВКП(б) с 1940 г.

### Великая Отечественная война
После окончания академии в июле 1941 года назначен на должность начальника штаба, а в октябре — на должность командира 31-й кавалерийской дивизии, которая во время битвы под Москвой принимала участие в боевых действиях в Тульской оборонительной и затем Тульской и Калужской наступательных операциях. В ходе последней дивизия под командованием Борисова в течение трёх суток вела наступательные боевые действия, во время которых прошла 90 километров, выйдя на южную окраину Калуги, во время тяжёлых боёв 30 декабря город был освобождён. За успешные действия в ходе операций 5 января 1942 года дивизия была преобразована в 7-ю гвардейскую, а Михаилу Дмитриевичу Борисову присвоено воинское звание «полковник».
В феврале 1942 года был назначен на должность командира 9-го кавалерийского корпуса, который в апреле того же года был расформирован из-за нехватки лошадей.
В марте 1942 года Борисов назначен на должность заместителя командира 1-го гвардейского кавалерийского корпуса.
Вместо корпуса, оставленного в Калуге, он сформировал новый корпус в тылу с остатками 1-го гв. кавкорпуса.
26 октября 1942 года Борисов был назначен командиром 8-го кавалерийского корпуса, который во время Сталинградской битвы вёл боевые действия в ходе Среднедонской наступательной операции и развитии наступления на станицу Тацинская и освобождения города Морозовск. В феврале 1943 года корпус в ходе Ворошиловоградской наступательной операции был введён в прорыв по направлению на Миллерово и Макеевку. За решительные действия по развитию успеха наступления корпус 14 февраля 1943 года был преобразован в 7-й гвардейский.
23 февраля 1943 года в 12 часов дня у высоты 278.5 (юго-запад деревни Мало-Николаевка) в результате боя генерал-майор М. Д. Борисов и несколько офицеров штаба корпуса попали в плен. Опубликован протокол его допроса .
Первоначально содержался в тюрьме Шпандау, где владевший французским языком Борисов попытался организовать среди французских заключённых подпольную группу с целью подготовки восстания и побега из тюрьмы, однако вскоре был переведён в крепость Вайсенбург, откуда 4 мая 1945 года был освобождён американскими войсками. Через советскую военную миссию по репатриации в Париже Борисов был переправлен в Москву.

### Послевоенная карьера

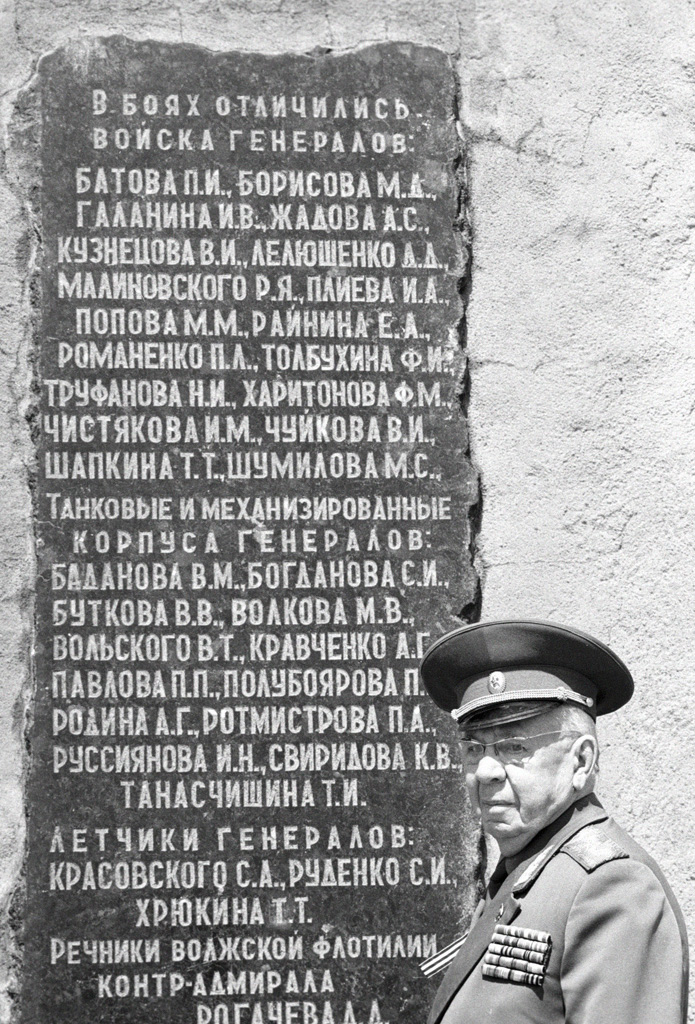
Генерал Михаил Дмитриевич Борисов рядом с мемориальной доской, на которой написано его имя. Волгоград, 1 сентября 1982 года

После возвращения в Москву проходил специальную проверку в органах НКВД, после чего в декабре 1945 года был восстановлен в кадрах Красной Армии и затем был направлен на учёбу на высшие академические курсы при Высшей военной академии имени К. Е. Ворошилова, после окончания которых в июне 1947 года был назначен на должность начальника военной кафедры Харьковского государственного университета.
Генерал-майор Михаил Дмитриевич Борисов 2 апреля 1958 года по состоянию здоровья вышел в отставку. Умер 29 мая 1987 года в Харькове.

## Награды
- Орден Ленина (1946);
- Три ордена Красного Знамени (1942, 1946, 1947);
- Орден Суворова 2-й степени (16.02.1943);
- Орден Отечественной войны 1 степени (1985);
- Орден Красной Звезды (1938)[1];
- Медали.

## Память
На Мамаевом кургане в Волгограде открыта мемориальная доска с названиями подразделений и именами командиров, отличившихся во время разгрома немецких войск в боях за город